# الملقوفة (مسلسل)
الملقوفة، هو مسلسل كويتي كوميدي من تأليف الراحل طارق عثمان وإخراج يوسف حمودة, وإنتاج شركة النظائر عام 1992, وقام ببطولته كل من حياة الفهد وعبد الرحمن العقل والفنانة المصرية الراحلة سناء يونس ومحمد المنصور وعلي هادي حسين وناجية الربيع, بالإضافة لعدة ضيوف شرف مثل مريم الصالح وجاسم النبهان وطيبة الفرج وعبد الإمام عبد الله وغيرهم من الفنانين، وهو يعتبر أول عمل تلفزيوني كويتي كوميدي قدم بعد الغزو العراقي للكويت, حيث سادت في تلك الفترة السهرات التلفزيونية والمسلسلات التراجيدية التي تتحدث عن الغزو وآثاره.

## قصة المسلسل
تدور أحداث المسلسل حول هلالة (حياة الفهد) المرأة المتسلطة والعنيدة وقوية الشخصية والفضولية والتي تعيش مع شقيقتها الوحيدة نشمية (سناء يونس) المرأة البسيطة قليلة الحيلة ومحدودة المطالب ليس لها غاية سوى إرضاء شقيقتها هلالة، وفي أحد الأيام تتعرض نشمية إلى حادث سير تضطر على أثره إجراء عملية تجميل عند الدكتور ماجد (محمد المنصور) والذي يغرم بها ويعرض عليها الزواج وتعترض هلالة، إلا ان محاولاتها لإيقاف الزواج تنتهي بالفشل، وبعد الزواج تتعاون هلالة مع فيصل (عبد الرحمن العقل) سكرتير عيادة الدكتور ماجد لكي يقوم بنقل كافة أخبار الزوجين إلى أن يقوم الدكتور ماجد بفصله من العيادة، وفي نفس الوقت تفشل كافة محاولات ماجد لإيقاف تدخل هلالة في حياته الزوجية، ولكنه يعرض على فيصل بالزواج من هلالة لكي يبتعدا عن طريقه، وهنا تدخل أم فيصل (مريم الصالح) حياة هلالة مثلما فعلت الأخيرة في حياة شقيقتها وزوجها، وبعد كل هذا تنتهي أحداث المسلسل باستقرار حياة كل من هلالة وفيصل وكذلك نشمية وماجد.

## الأبطال
| الممثل           | الدور |
| ---------------- | ----- |
| حياة الفهد       | هلالة |
| سناء يونس        | نشمية |
| محمد المنصور     | ماجد  |
| عبد الرحمن العقل | فيصل  |
| ناجية الربيع     | رجاء  |

## المشاركون
| الممثل             | بدور    |
| ------------------ | ------- |
| مريم الصالح        | أم فيصل |
| جاسم النبهان       | خالد    |
| طيبة الفرج         | حصة     |
| عبد الإمام عبدالله | بدر     |

## هوامش
- قدم المسلسل كمسلسل إذاعي في نهاية ثمانينيات القرن العشرين وذلك قبل تحويله لمسلسل تلفزيوني، وكان يقوم ببطولته حياة الفهد وسعاد عبدالله.